# My Son, the Nut
My Son, the Nut è il terzo album studio di Allan Sherman pubblicato nel 1963.

## Tracce

### Lato A
1. You Went the Wrong Way, Old King Louie (parodia di La Marseillaise e di You Came a Long Way from St. Luois di Bob Russel) - 3:21
2. Automation (parodia di Fascination di Jane Morgan) - 3:26
3. I See Bones (parodia di C'est Si Bon di Eartha Kitt) - 3:20
4. Hungarian Goulash N.5 (parodia di Hungarian Dance N.5 di Johannes Brahms) - 2:40
5. Headaches (parodia di Heartaches) - 2:56
6. Here's to the Crabgrass (parodia di Country Gardens di Percy Grainger) - 3:32

### Lato B
1. Hello Muddah, Hello Fadduh (parodia di Dance of the Hours di Amilcare Ponchielli) - 2:47
2. One Hippopotami (parodia di What Kind of Fool Am I di Sammy Davis Jr.) - 3:26
3. Rat Fink (parodia di Rag Mop dei The Ames Brothers) - 2:27
4. You're Getting to Be a Rabbit with Me (parodia di You're Getting to Be a Habit with Me di Bing Crosby) - 1:45
5. Eight Foot Two, Solid Blue (parodia di Five Foot Two, Eyes of Blue di Gene Austin) - 2:26
6. Hail to Thee, Fat Person - 1:41